# Бренда Маршалл
Бренда Маршалл (англ. Brenda Marshall, урождённая Ардис Анкерсон (англ. Ardis Ankerson), 29 сентября 1915 — 30 июля 1992) — американская актриса.

## Биография
Ардис Анкерсон родилась на филиппинском острове Негрос в 1915 году. В детстве вместе с семьёй переехала в США, где они обосновались в Техасе. Её актёрский дебют состоялся в Голливуде в 1939 году, а уже через год исполнила свою первую крупную роль в приключенческой мелодраме «Морской ястреб» с Эрролом Флинном в главной роли. В 1941 году она вновь снялась в компании с Флинном в криминальной комедии «Шаги в темноте». В том же году, после развода с первым супругом Ричардом Гейнсом, Бренда Маршалл вышла замуж за актёра Уильяма Холдена, который стал отчимом её дочери Вирджинии от первого брака, а также отцом их собственных двух сыновей.
После замужества актриса стала реже сниматься, появившись в последующие годы всего в девяти картинах, наиболее известными из которых стали «Капитаны облаков» (1942), «Постоянная нимфа» (1943), «Истоки опасности» (1943) и «Странное воплощение» (1946). В 1950 году она завершила свою кинокарьеру, после этого лишь раз появилась на экране, сыграв саму себя (как миссис Уильям Холден) в популярном ситкоме «Я люблю Люси» в 1955 году. Брак с Холденом не был особенно успешным, так как уже с первых лет супруги часто конфликтовали. В более поздние годы Маршалл и Холден не жили вместе, а в 1971 году официально разошлись.
Бренда Маршал умерла от рака горла 30 июля 1992 года в Палм-Спрингс в возрасте 76 лет.